# بوب ويلكينسون (لاعب كرة قدم أمريكية)
بوب ويلكينسون (بالإنجليزية: Bob Wilkinson)‏ هو لاعب كرة قدم أمريكية أمريكي، ولد في 8 أكتوبر 1927 في لوس أنجلوس في الولايات المتحدة، وتوفي في 12 سبتمبر 2016 في سكوتسديل في الولايات المتحدة.

## وصلات خارجية
- بوب ويلكنسون على موقع مرجع كرة القدم المحترفة.كوم (الإنجليزية)